# Ithome lassula
Ithome lassula is een vlinder uit de familie van de Cosmopterigidae. Deze soort is voor het eerst wetenschappelijk beschreven door Ronald William Hodges in een publicatie uit 1962.
De soort komt voor in Réunion, Mauritius, Australië, Florida en Cuba.